# Diocese de Ciudad Victoria
A Diocese de Ciudad Victoria (em latim:  Dioecesis Civitatis Victoriensis) é uma diocese da Igreja Católica localizada no município de Ciudad Victoria, no estado de  Tamaulipa, pertencente a Arquidiocese de Monterrey no México. Foi fundada em 21 de dezembro de 1964 pelo Papa Paulo VI. Com uma população católica de 431.713 habitantes, sendo 86,7% da população total, possui 35 paróquias com dados de 2021.

## História
Em 21 de dezembro de 1964 o Papa Paulo VI cria a Diocese de Ciudad Victoria través dos territórios da Diocese de Matamoros e da Diocese de Tampico. Em 1972 a Diocese de Ciudad Victoria ganha parte do território da Diocese de Tampico.

## Lista de bispos
A seguir uma lista de bispos desde a criação da diocese em 1964.
|                           | Nome                               | Período                   | Notas                               |
| Bispos de Ciudad Victoria | Bispos de Ciudad Victoria          | Bispos de Ciudad Victoria | Bispos de Ciudad Victoria           |
| ------------------------- | ---------------------------------- | ------------------------- | ----------------------------------- |
| 5º                        | Oscar Efraín Tamez Villarreal      | 2021 - atual              |                                     |
| 4º                        | Antonio González Sánchez           | 1995 - 2021               | Nomeado bispo emérito dessa diocese |
| 3º                        | Raymundo López Mateos, O.F.M.      | 1985 - 1994               |                                     |
| 2º                        | Alfonso de Jesús Hinojosa Berrones | 1974 - 1985               | Nomeado bispo auxiliar de Monterrey |
| 1º                        | José de Jesús Tirado Pedraza       | 1965 - 1973               | Nomeado bispo auxiliar de Monterrey |